# Limnophila charis
Limnophila charis är en tvåvingeart som beskrevs av Alexander 1955. Limnophila charis ingår i släktet Limnophila och familjen småharkrankar.
Artens utbredningsområde är Madagaskar. Inga underarter finns listade i Catalogue of Life.